# Juditha triumphans devicta Holofernis barbarie
Juditha triumphans devicta Holofernis barbarie (RV 644), letteralmente Il trionfo di Giuditta dopo la sconfitta del barbaro Oloferne, è un oratorio in latino di Antonio Vivaldi, il solo sopravvissuto dei quattro che risultano essere stati composti dal musicista veneziano. Il libretto fu scritto da Iacopo Cassetti, basato sul biblico Libro di Giuditta.

## Storia
Juditha triumphans fu composto e rappresentato nel 1716 a Venezia all'Ospedale della Pietà. 
Il lavoro fu commissionato per celebrare la vittoria della Repubblica di Venezia sui Turchi e la difesa vittoriosa dell'isola di Corfù. Nel luglio del 1716, i Turchi sbarcarono a Corfù e misero sotto assedio l'isola. La popolazione resistette all'occupazione e in agosto Venezia firmò un'alleanza con il Sacro Romano Impero Germanico. Il 18 agosto, sotto il comando del conte Johann Matthias von der Schulenburg, la battaglia decisiva fu vinta e i turchi abbandonarono l'isola. 
Juditha triumphans fu messa in scena alla Pietà in novembre e riscosse un grande successo. La storia di Juditha e la sua vittoria contro l'invasore Holofernes fu un'allegoria per Venezia vittoriosa sui Turchi. Il vittorioso generale von der Schulenburg fu presente alla rappresentazione.

## Partitura
Tutti i personaggi, maschi e femmine, furono interpretati dalle ragazze dell'Ospedale. Essi sono:
- Juditha, contralto, una giovane vedova betuliana (interpretata da Caterina)
- Vagaus, soprano, eunuco, servitore di Holofernes (interpretato da Barbara, per cui Vivaldi comporrà due arie alternative)
- Holofernes, contralto, generale assiro (interpretato da Apollonia)
- Abra, soprano, serva di Juditha (interpretata da Silvia)
- Ozias, contralto, alto sacerdote di Betulia (interpretato da Giulia)

Un coro femminile canta la parte dei soldati assiri e delle donne betuliane.
L'orchestra d'archi è affiancata da 2 trombe, timpani, 2 oboi, chalumeau soprano, 2 clarinetti, 2 flauti dritti contralto, mandolino, 4 tiorbe, 5 viole all'inglese (viole da gamba), viola d'amore e organo.

## Trama
Il re assiro Nabucodonosor manda un esercito contro Israele per esigere i coattivi tributi non versati. Sotto il comando del generale Holofernes, gli Assiri assediano la città di Betulia nell'intento di conquistarla. La giovane vedova ebrea Juditha va dal condottiero assiro per implorare pietà. Egli s'innamora di lei e questa finge l'amore nei suoi confronti. Dopo aver banchettato e bevuto grandi quantità di vino, Holofernes cade addormentato: prima di riprendere coscienza, viene decapitato da Juditha. Dopo l'omicidio ella fugge dal campo nemico e torna vittoriosa a Betulia.

## Rielaborazioni
Il musicista veneto Luciano Brunelli ha scritto sulle note del Salve invicta Juditha formosa l'inno Na bandiera, na łengoa, na storia, proposto senza successo come inno regionale del Veneto nel 2018 e nuovamente nel 2023.